# Primo trimestre di gravidanza
Il primo trimestre di gravidanza è, negli esseri umani, il periodo che si estende dall'ultima mestruazione alla dodicesima settimana, quando solitamente viene fatta la prima ecografia.
Questo periodo è il più delicato nello sviluppo embrionale in quanto dedicato all'organogenesi che porterà allo sviluppo di tutte le strutture fondamentali del feto.

## Consigli medici prima di cercare una gravidanza
È consigliato prendere l'acido folico almeno due mesi prima dell'inizio della gravidanza per diminuire il rischio di malformazioni neuronali ed iniziare a seguire una dieta bilanciata. È bene anche evitare ogni tipo di alcolico, fumo e droga in quanto questo trimestre è fondamentale per la formazione degli organi del futuro bambino.

## Primo mese

### 1ª settimana
Da 0 settimane a 0 settimane e 6 giorni

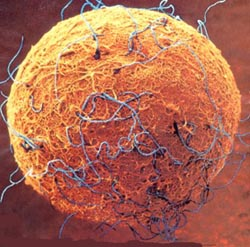
Ovulo circondato da spermatozoi

Nel caso di calcolo dall'ultima mestruazione, questa è la prima settimana
In questo momento non vi è ancora un embrione, in quanto i follicoli stanno maturando nelle ovaie. Essendo la prima settimana dopo la mestruazione, non si è ancora fertili in questo periodo.

### 2ª settimana
Da 1 settimana a 1 settimana e 6 giorni
Questo è il momento più adatto ad iniziare la ricerca di una gravidanza. Uno o due follicoli rilasciano l'ovulo dalle ovaie, a seconda della fisiologia materna e di eventuali stimolazioni, e cominciano il loro percorso lungo le tube di Falloppio verso l'utero. Nel caso in cui l'ovulo incontri gli spermatozoi è possibile che avvenga la fecondazione.
Se si è alla ricerca di una gravidanza, in questa settimana si possono usare gli stick ovulatori, che funzionano come i test di gravidanza ma individuano l'ormone luteinizzante. Nel caso in cui l'ormone venga individuato si hanno solitamente 24/48 ore prima che l'ovulo inizi a deteriorarsi.

### 3ª settimana

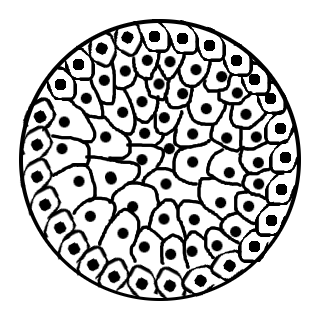
Morula

Da 2 settimane a 2 settimane e 6 giorni

#### Sviluppo dell'embrione
L'ovulo e lo spermatozoo si sono incontrati, dando origine allo zigote. Dopo 24 ore, lo zigote inizia i cicli di mitosi, al ritmo di una mitosi ogni 15 ore circa, che entra nello stadio morula, un aggregato di 64 cellule che effettua l'impianto nell'utero.
Il percorso dalle tube di Falloppio all'utero dura all'incirca cinque giorni e l'annidamento termina alla fine di questa settimana.
Lunghezza dell'embrione: 0,1 mm.

#### Alterazioni nel corpo della madre
Contemporaneamente, nel corpo della madre iniziano ad elevarsi i livelli di estrogeni e progesterone, responsabili delle maggiori modifiche al corpo materno. Tuttavia, non si è ancora in grado di individuare l'inizio della gravidanza in quanto non vi è stato ancora nessun ritardo nel ciclo mestruale.

### 4ª settimana

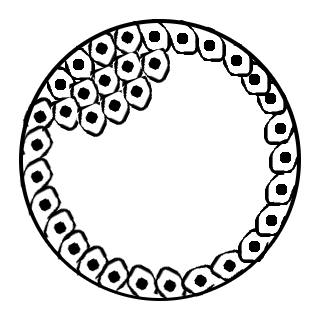
Blastocisti

Da 3 settimane a 3 settimane e 6 giorni

#### Sviluppo dell'embrione
Nella quarta settimana, la mancata presentazione del ciclo mestruale indica buone possibilità che la donna sia in attesa. Si inizia a formare il cuore dell'embrione, le cellule si moltiplicano velocemente. 
L'embrione continua a crescere, attraversando la forma di blastocisti, e alla fine di questa settimana consta di tre strati:
- ectoderma, da cui si svilupperà il sistema nervoso
- mesoderma, da cui si svilupperanno il sistema circolatorio, cuore, muscoli, ossa, reni e apparato riproduttore
- endoderma, da cui si svilupperanno i polmoni, la vescica e l'intestino

Lunghezza dell'embrione: 1,2 mm (le dimensioni di un seme di papavero).

#### Alterazioni nel corpo della madre
I cambiamenti nella madre continuano con un aumento dell'HCG che, oltre a permettere l'individuazione della gravidanza tramite test di laboratorio, può causare crampi, tensioni al seno, nausea e scialorrea. Si potrebbero avere anche delle perdite da impianto, simili alle mestruazioni ma più leggere.

## Secondo mese

### 5ª settimana

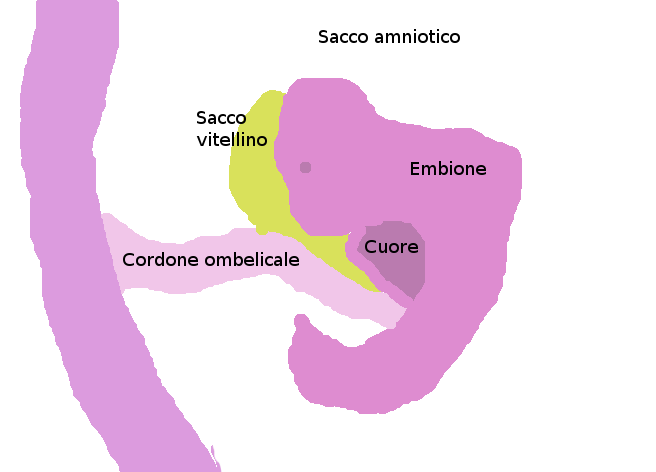
Embrione alla quinta settimana

Da 4 settimane a 4 settimane e 6 giorni

#### Sviluppo dell'embrione
Durante l'inizio del secondo mese l'embrione si è annidato all'interno dell'utero. Si inizia a formare una rudimentale placenta con cordone ombelicale, attraverso il quale l'embrione riceve ossigeno e nutrimento dalla madre. In questa fase iniziano a presentarsi gli abbozzi degli arti e della testa, mentre uno strato di cellule ai lati della testa forma i principi delle orecchie. Il cuore inizia a svilupparsi in posizione craniale da due vasi sanguigni fusi e contratti e poi migra al centro del corpo, dove inizia a battere durante questa settimana.
La dimensione del feto si calcola come cranio-coccigea, ovvero dalla sommità del capo al termine del coccige.
Lunghezza dell'embrione: 2,5 mm (seme di sesamo)

#### Alterazioni nel corpo materno
In alcune donne si manifestano nausee mattutine, crampi o dolori addominali, in altre possono iniziare a manifestarsi preferenze rispetto ad alcuni alimenti o repulsione per altri o per odori forti.

### 6ª settimana

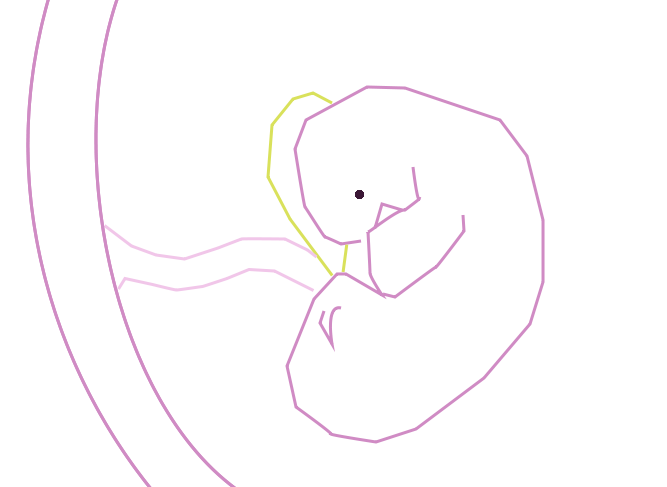
Sesta settimana di gravidanza

Da 5 settimane a 5 settimane e 6 giorni

#### Sviluppo dell'embrione
La crescita della testa è proporzionalmente molto maggiore rispetto al resto del corpo e nel cervello, diviso in tre parti, iniziano a nascere le prime sinapsi che causano i riflessi del bambino. Durante questa settimana nascono gli abbozzi delle dita delle mani e dei piedi, mentre gli arti continuano a delinearsi. Nella testa si definiscono anche due zone con cellule più scure che formeranno i futuri occhi.
Il cuore è ancora diviso in due parti e comincia ad avere un battito regolare di circa 150 battiti al minuto.
Lunghezza dell'embrione: 4 mm (lenticchia)

#### Alterazioni nel corpo materno
La madre può sperimentare repentini cambi di umore a causa del cambiamento dei valori degli estrogeni e del progesterone o sindromi premestruali, ma, in caso di ciclo non regolare o di mancata attenzione al suo svolgimento, con assenza di sintomi è possibile che a questa settimana non ci si sia ancora rese conto della gravidanza.

### 7ª settimana

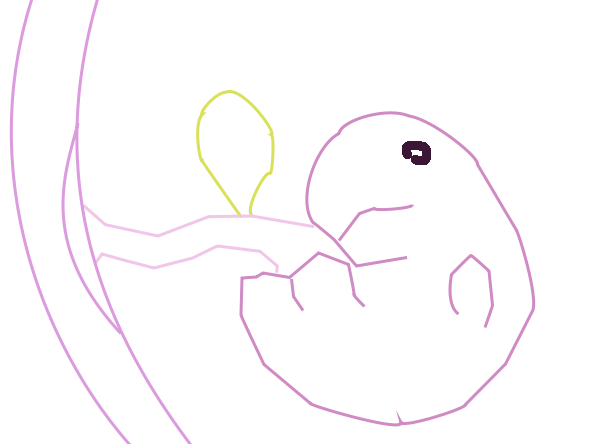
Settima settimana

Da 6 settimane a 6 settimane e 6 giorni

#### Sviluppo dell'embrione
Iniziano a delinearsi le altre strutture dell'embrione: si formano capelli, capezzoli, palpebre e lingua. Il tronco inizia a raddrizzarsi e si formano organi interni quali l'appendice ed il pancreas.
Con l'allungamento degli arti ed il loro appiattimento iniziano a formarsi sia i gomiti che le cartilagini che diventeranno le ossa.
Il prosencefalo, la parte anteriore del cervello in sviluppo, si divide in due parti che formeranno i due emisferi
Lunghezza dell'embrione: 8 mm (mirtillo)

#### Alterazioni nel corpo materno
La madre potrebbe notare un calo di peso a causa delle nausee, se ne soffre, o una notevole stanchezza. Spesso inoltre si hanno lo stimolo di urinare frequentemente e le gambe gonfie. A difesa dell'utero, si forma il tappo mucoso che lo sigillerà fino al termine della gravidanza.

### 8ª settimana

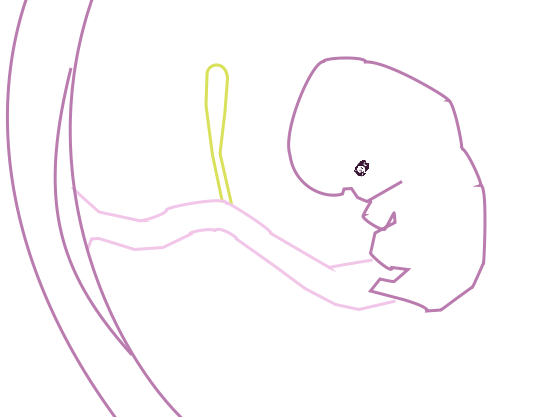
Ottava settimana di gravidanza

Da 7 settimane a 7 settimane e 6 giorni

#### Sviluppo del feto
A partire da questa settimana non si parla più di embrione ma di feto.
Il sistema nervoso si ramifica e si formano i primi percorsi neuronali.
Nel contempo, le cellule oculari iniziano a scurirsi e fanno sembrare che gli occhi siano aperti, nonostante le palpebre siano ancora sigillate.
Nella zona caudale del feto la coda embrionale inizia a venire riassorbita nel coccige ed i genitali si stanno ancora sviluppando.
Quanto alle ossa, le cartilagini che formano la struttura di partenza di quelle lunghe stanno iniziando a calcificarsi e quelle del viso si sono delineate. Le gemme dentarie ed i muscoli stanno iniziando a formarsi.
Lunghezza del feto: 1,4 cm (lampone)

#### Alterazioni nel corpo materno
Il corpo della madre inizia a prepararsi per l'allattamento. Già all'ottava settimana possono essere visibili le vene varicose attorno alle areole, le quali possono scurirsi. L'utero assume le dimensioni di un pompelmo.

## Terzo mese

### 9ª settimana

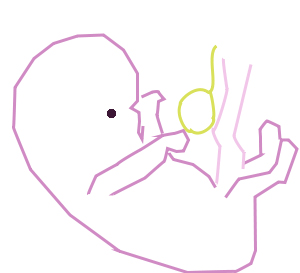
Nona settimana

Da 8 settimane a 8 settimane e 6 giorni

#### Sviluppo del feto
All'inizio del terzo mese il feto, ormai con le stesse sembianze di un piccolo essere umano, apre la bocca per la prima volta, permettendo lo sviluppo delle ghiandole salivari e delle corde vocali. Gli arti sono delineati e le articolazioni permettono al feto di tirare calci e pugni all'interno del sacco amniotico.
Il cuore è diviso in quattro cavità e iniziano a formarsi le valvole cardiache.
Inoltre, la placenta è sufficientemente sviluppata per fornire i nutrienti ai tessuti e garantire la produzione di estrogeni e progesterone.
Lunghezza del feto: 1,8 cm (acino d'uva)

#### Alterazioni nel corpo materno
L'utero materno comincia ad assumere le dimensioni di un piccolo melone e vi possono essere piccole perdite rosse, cui bisogna prestare attenzione se sono di colore rosso acceso e accompagnate da crampi. In questa settimana la madre può iniziare a sviluppare carie o gengiviti da gravidanza, che possono causare una diminuzione di peso o un rischio di nascita pretermine.

### 10ª settimana

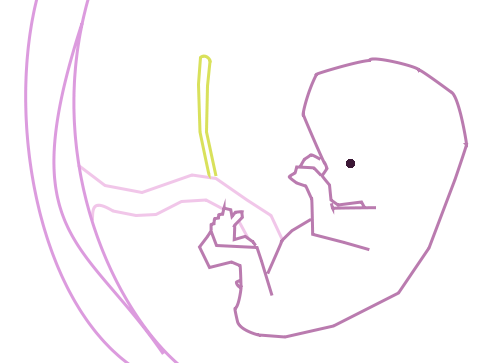
Decima settimana

Da 9 settimane a 9 settimane e 6 giorni

#### Sviluppo del feto
Il feto ha ormai assunto le sue fattezze umane e iniziano a formarsi i follicoli piliferi, mentre nelle mani e nei piedi palmati continua il fenomeno di apoptosi che porta alla separazione delle dita.
Riguardo al sistema nervoso, i nervi spinali sono ben visibili, mentre gli organi interni (cervello, fegato e reni) iniziano a funzionare da soli. I muscoli dell'intestino iniziano a contrarsi.
Lunghezza del feto: 3 cm (prugna piccola)

#### Alterazioni nel corpo materno
Durante questa settimana possono essere fatti i test per eventuali disturbi cromosomici, come il duo test per individuare la maggiore probabilità di alterazioni cromosomiche o il prelievo del DNA fetale circolatorio tramite il quale si può fare la mappa cromosomica.

### 11ª settimana

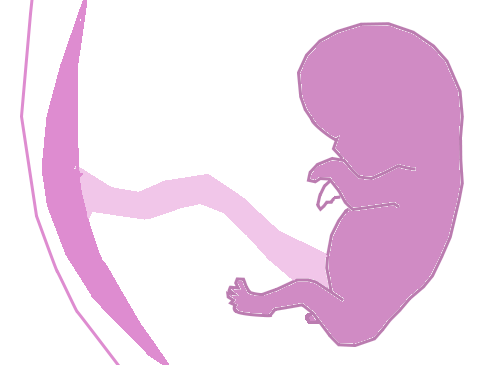
Undicesima settimana

Da 10 settimane a 10 settimane e 6 giorni

#### Sviluppo del feto
I polmoni iniziano a funzionare, inspirando ed espirando liquido amniotico; nel contempo l'intestino si sposta dal cordone ombelicale nella sua sede all'interno del corpo. Il feto è molto attivo, ma le sue dimensioni non permettono ancora alla madre di percepire il movimento.
Lunghezza del feto: 5 cm (prugna grande)

#### Alterazioni nel corpo materno
La nausea e gli altri primi sintomi della gravidanza iniziano ad affievolirsi, ma gli alti livelli degli ormoni della gravidanza e la generazione di nuove ghiandole sebacee possono rendere la pelle più liscia e luminosa, creando il cosiddetto "bagliore della gravidanza".

### 12ª settimana

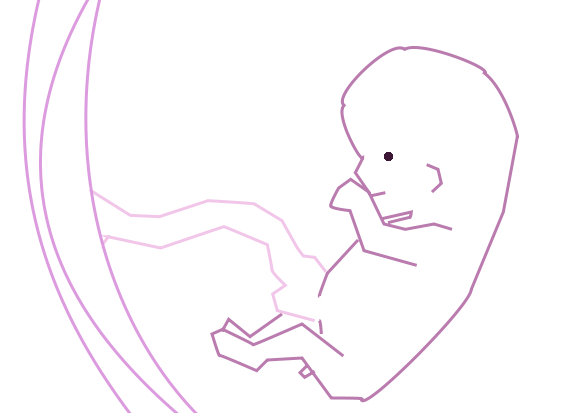
Dodicesima settimana, termine del primo trimestre

Da 11 settimane a 11 settimane e 6 giorni

#### Sviluppo del feto
Il feto comincia ad "allenarsi" alla vita: l'intestino si contrae ritmicamente per essere pronto alla digestione dopo la nascita e il pancreas giunge a un livello di maturazione abbastanza elevato da iniziare a produrre l'insulina. In questo allenamento, il feto inghiottisce anche il liquido amniotico e i suoi reni iniziano a produrre l'urina; le mani e i piedi sono perfettamente sviluppati ed è in grado di succhiarsi i pollici.
Lunghezza del feto: 6 cm (kiwi)

#### Alterazioni nel corpo materno
Il medico che segue la madre può sentire sopra il pube il fondo dell'utero dato che questo si sta sollevando, rilassando anche la vescica sulla quale ha premuto finora. In alcune donne compare già ora la linea nigra al centro del ventre e si formano o si scuriscono le macchie della pelle.

## Fonti
- Sito: "Settimane di gravidanza" http://www.settimanedigravidanza.com/ Archiviato il 25 maggio 2016 in Internet Archive.
- Sito: "Gravidanza 360°" http://gravidanza360.net/